# Köln (1928)
Köln – niemiecki krążownik lekki typu K z okresu międzywojennego i II wojny światowej. Jako jedyny okręt tego typu przetrwał wojnę (zatopiony w porcie przez nalot w marcu 1945). Nazwę tę nosiły także inne okręty, m.in. dwa wcześniejsze krążowniki z okresu I wojny światowej.

## Budowa
Budowę okrętu rozpoczęto pod tymczasowym oznaczeniem: krążownik „D” lub Ersatz Arcona (zamiennik starego krążownika „Arcona”). Stępkę pod budowę położono 7 sierpnia 1926 roku w Stoczni Marynarki (Marinewerft) w Wilhelmshaven, z numerem stoczniowym 116. Kadłub wodowano 23 maja 1928 roku. Okrętowi nadano nazwę od miasta Kolonii, noszoną wcześniej przez dwa niemieckie krążowniki okresu I wojny światowej (zapisywaną wcześniej w formie „Cöln”), a w ceremonii wodowania uczestniczył m.in. burmistrz Kolonii Konrad Adenauer. Należy zaznaczyć, że jako jedyny z niemieckich międzywojennych krążowników lekkich nie nosił nazwy krążownika zatopionego w oceanicznych działaniach rajderskich podczas I wojny światowej. Maszyny dla krążownika wykonały zakłady Blohm und Voss w Hamburgu. Etap budowy zakończył wejściem okrętu do służby 15 stycznia 1930 roku. Koszt budowy wynosił 36 milionów Reichsmark. Na próbach okręt osiągnął maksymalną prędkość 32,5 w, największą spośród okrętów typu K, przy mocy 68 485 KM.
Początkowo okręt w latach 1930–1931 miał dwa eksperymentalne dwudziałowe stanowiska armat przeciwlotniczych 88 mm C/25 na nadbudówce rufowej, w osi podłużnej okrętu, lecz okazały się nieudane i zamieniono je na dwa, a następnie cztery pojedyncze działa 88 mm L/45, jak na pozostałych okrętach. Podczas remontu w grudniu 1934 podobnie, jak na innych okrętach typu, zamieniono je na trzy nowe dwudziałowe stanowiska dział 88 mm C/32. Podobnie, jak pozostałe okręty typu, w drugiej połowie lat 30. otrzymał też lekkie uzbrojenie przeciwlotnicze: 4 podwójne stanowiska półautomatycznych armat 37 mm SK C/30 i prawdopodobnie 8 pojedynczych działek 20 mm C/30 (brak konkretnych danych co do „Kölna” w publikacjach). Według niektórych źródeł, w 1935 testowano na „Kölnie” pierwszy niemiecki radar morski GEMA, następnie zdemontowany.

## Służba
„Köln” wszedł do służby 15 stycznia 1930 roku, zastępując wycofany tego samego dnia krążownik pancernopokładowy „Amazone” (zamiast pierwotnie przewidzianej „Arcony”), którego załoga utworzyła rdzeń załogi „Kölna”. Przez kilka miesięcy „Köln” przechodził jeszcze próby morskie i poprawki, głównie na Bałtyku. Próby i etap zgrywania załogi zakończono 19 lipca 1930 roku. Mimo to, przez kilka miesięcy jeszcze na okręcie wprowadzano poprawki. 29 sierpnia 1930 roku złożył pierwszą wizytę zagraniczną – w Kopenhadze, a między 27 października a 5 grudnia odbył pierwszy dalszy rejs, na Wyspy Kanaryjskie, Teneryfę i do Vigo w Hiszpanii (częściowo z krążownikiem „Karlsruhe”). Uczestniczył następnie w licznych ćwiczeniach i manewrach floty, głównie na Morzu Północnym i Bałtyku. Wchodził w skład Sił Zwiadowczych (Aufklärungsstreitkräfte), z przerwami na kierowanie go do zadań szkolnych. Między 7 a 28 stycznia 1932 roku odbył rejs na Atlantyk, połączony z ćwiczeniami artyleryjskimi i wizytą w Las Palmas. Pod koniec maja 1932 roku okręt był wizytowany przez kierownictwo partii NSDAP z Hitlerem na czele, jeszcze przed objęciem przez niego władzy. 13 września 1932 roku z „Kölna” wrzucono do morza urnę z prochami zmarłego admirała Hansa Zenkera. Między 17 a 18 września okręt przy okazji manewrów odwiedził Stavanger. Między 8 grudnia 1932 roku a 11 grudnia kolejnego roku „Köln” odbył jedyny daleki szkolny rejs zagraniczny z kadetami marynarki, przez Morze Śródziemne i Kanał Sueski do Holenderskich Indii Wschodnich, Australii (wizyty w licznych portach między marcem a majem 1933 roku), Fidżi, Rabaulu na Nowej Brytanii, Guam, Japonii (dokowanie w Kobe 3–5 lipca), Chin (wizyta w dawnej niemieckiej bazie Tsingtau 21–31 lipca i Szanghaju) i z powrotem przez Singapur, Cejlon, Kanał Sueski. Przepłynął wówczas 37.000 mil morskich. 1 stycznia 1934 roku ponownie wszedł w skład Sił Zwiadowczych. W czerwcu 1934 roku i kwietniu-maju 1936 roku odwiedził Funchal na Maderze i Portugalię. Oprócz tego, brał udział w bliższych wizytach zagranicznych do Danii i Norwegii.
Od lipca 1936 do października 1937 „Köln” pełnił z przerwami na remonty służbę patrolową na wodach ogarniętej wojną domową Hiszpanii w ramach Komitetu Nieinterwencji (w rzeczywistości wspomagając razem z innymi okrętami niemieckimi blokadę Republiki). Na wodach hiszpańskich służył w okresach: lipiec-sierpień 1936, październik-listopada 1936, styczeń-marzec 1937 i czerwiec 1937, sierpień-październik 1937. Wiosną 1938 z krążownika zdemontowano katapultę z wodnosamolotem, jako przygotowanie do modernizacji wzmacniającej kadłub na wzór „Karlsruhe”, której ostatecznie nie przeprowadzono (planowano ją na kwiecień-grudzień 1940). 23 marca 1939 wziął udział w aneksji przez Niemcy Kłajpedy.
„Köln” miał zostać skierowany do działań przeciwko flocie polskiej po wybuchu II wojny światowej, lecz na skutek wycofania najsilniejszych polskich niszczycieli do Wielkiej Brytanii w ramach planu Pekin, niemieckie krążowniki zostały jeszcze 30 sierpnia odwołane z Bałtyku na Morze Północne. Po wybuchu wojny, pierwszą operacją bojową „Kölna” był udział w stawianiu obronnych zagród minowych na Morzu Północnym od 3 do 18 września 1939 (operacja Westwall). Między 8 a 10 października uczestniczył w wypadzie na Morze Północne z pancernikiem „Gneisenau”, lecz bez kontaktu z przeciwnikiem (zespół był jedynie atakowany nieskutecznie przez lotnictwo). 12–13 grudnia wziął udział w wypadzie lekkich sił na Dogger Bank, będąc jedynym z trzech krążowników, który nie został podczas tej akcji storpedowany przez brytyjski okręt podwodny. Po uszkodzeniu krążownika „Nürnberg” w tej akcji, „Köln” został okrętem flagowym dowódcy Sił Zwiadowczych (adm. Lütjensa, następnie adm. Schmundta), które jednak przez kilka następnych miesięcy nie wykazywały aktywności.
Następnie „Köln” wziął udział w ataku na Norwegię w kwietniu 1940. Transportując żołnierzy, miał on zająć Bergen, jako okręt flagowy 3. grupy, w skład której wchodził m.in. krążownik „Königsberg”. Po napotkaniu w nocy na 9 kwietnia 1940 norweskich okrętów patrolowych, „Köln” podał się za brytyjski krążownik, dzięki czemu Niemcy uzyskali początkowy element zaskoczenia i zdołali dokonać desantu bez większych problemów. „Köln” uniknął następnie trafień norweskich baterii nadbrzeżnych ostrzeliwujących zespół, a wieczorem 9 kwietnia powrócił z torpedowcami do Niemiec, unikając nalotu brytyjskiego następnego dnia (w którym zatonął „Königsberg”).
Poza dwoma operacjami stawiania min na Morzu Północnym 16 i 18 maja 1940, wobec ograniczenia użycia dużych okrętów przez Niemców, „Köln” głównie bazował na tyłowym obszarze Bałtyku i używany był do celów szkolnych. Pod koniec 1940 zdjęto mu dwa rufowe aparaty torpedowe. Od 28 marca 1941 prowadzono na nim testy jednego z pierwszych śmigłowców – Flettner Fl 282 Kolibri, startującego z drewnianej platformy o powierzchni 15 m² umieszczonej na wyższej wieży rufowej („B”). Platformę po testach zdemontowano.

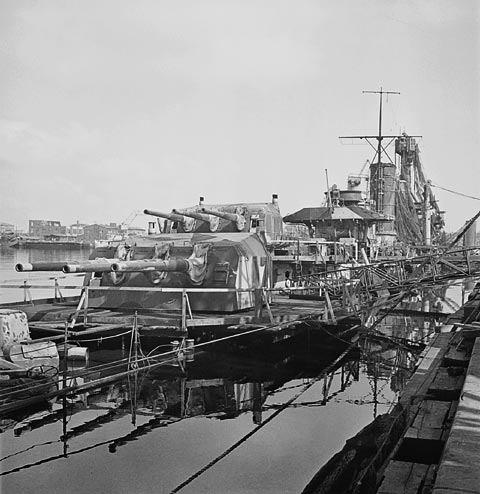
„Köln” zatopiony w porcie Wilhelmshaven – zdjęcie z 7 maja 1945

Po ataku na ZSRR, we wrześniu 1941 „Köln” wszedł w skład północnej grupy niemieckiej Floty Bałtyckiej (Baltenflotte), utworzonej w celu przeciwdziałania ewentualnym próbom przedarcia się okrętów floty radzieckiej do Szwecji (wraz z pancernikiem „Tirpitz” i krążownikami „Nürnberg” i „Admiral Scheer”). 12–13 października ostrzeliwał baterie nadbrzeżne na wyspie Dago (operacja Ostpreussen, z torpedowcami Т-2, Т-5, Т-7, Т-8 i trałowcami), lecz bez większych efektów, a sam został tylko lekko trafiony odłamkiem (wystrzelono 285 pocisków, a następnego dnia 256 pocisków). Został wówczas zauważony przez radziecki okręt podwodny Szcz-323, który jednak nie zdołał przeprowadzić ataku. „Köln” powrócił po tym do zadań szkolnych. W związku z zamiarem powrotu do wykorzystania bojowego, od 6 lutego do 23 maja 1942 był remontowany w Wilhelmshaven. Przeszedł modernizację urządzeń napędowych, otrzymał także radar FuMO 21 na dachu nadbudówki dziobowej, w miejsce dalmierza. Zdjęto mu dwa podwójne działka 37 mm i dwa działka 20 mm, lecz dodano dwa poczwórnie sprzężone działka 20 mm Flakvierling 38.
Między 9 a 13 lipca 1942 „Köln” został przebazowany okręt do Norwegii, stawiając po drodze zagrodę minową w Skagerraku. Od 6 sierpnia stacjonował w Narwiku. Jednakże z powodu ograniczonej dzielności morskiej i zasięgu, został on użyty tylko do jednej bezskutecznej akcji przeciw konwojowi PQ-14 w dniach 10–11 września 1942 (okręty niemieckie odwołano z powodu braku danych z rozpoznania). Nie wziął on udziału w akcji przeciw konwojowi JW-51 „bitwie noworocznej”, a w lutym 1943 wycofano go do Niemiec i 17 lutego 1943 odstawiono do rezerwy w Kilonii. W styczniu 1944 okręt przeholowano do Królewca na remont
1 lipca 1944 okręt przywrócono do służby, wzmacniając przy tym lekką artylerię przeciwlotniczą. Planowano zainstalować 4 działka 40 mm FlaK-28 (Bofors) i 8 podwójnie sprzężonych 20 mm LM-44, lecz nie jest jasne, czy ten plan wypełniono – według niektórych relacji w grudniu 1944 nie miał wciąż działek 40 mm. Po remoncie w Królewcu, został ponownie użyto bojowo, do postawienia 90 min w Skagerraku 11–12 października 1944, po czym został przebazowany do Oslofjordu w południowej Norwegii. 13 grudnia 1944 odniósł uszkodzenia wałów napędowych na skutek bliskich wybuchów bomb podczas nalotu brytyjskich Beaufighterów i jego prędkość spadła do 15 węzłów. Artyleria przeciwlotnicza „Kölna” zgłosiła zestrzelenie 5 samolotów. 31 grudnia krążownik jeszcze był celem nieskutecznego bombardowania przez ciężkie bombowce Avro Lancaster. W styczniu 1945 został wycofany na remont do Niemiec i 14 stycznia został dokowany w Wilhelmshaven. Podczas nalotu amerykańskiego 30 marca dok został uszkodzony i „Köln” osiadł na płytkim dnie, w dalszym ciągu służąc jako bateria lekkiej artylerii przeciwlotniczej wzmacniająca obronę portu. Być może także jego działa 15 cm ostrzeliwały oddziały polskie, które zajęły Wilhelmshaven 6 maja (dywizja generała Maczka). 5 kwietnia 1945 okręt skreślono z listy floty, a 2 maja dodatkowo wrak uszkodzono materiałami wybuchowymi. Po wojnie okręt złomowano, prace zakończyły się dopiero w 1956.

## Dowódcy
- Kapitän zur See Ludwig von Schröder (15.01.1930-27.09.1932)
- Kapitän zur See Otto Schniewind (28.09.1932-21.03.1934)
- Kapitän zur See Werner Fuchs (21.03.1934-30.09.1935)
- Kapitän zur See Otto Backenköhler (01.10.1935-15.10.1937)
- Kapitän zur See Theodor Burchardi (15.10.1937-14.01.1940)
- Kapitän zur See Ernst Kratzenberg (15.01.1940-28.05.1941)
- Kapitän zur See Friedrich Hüffmeier (29.05.1941-28.03.1942)
- Korvettenkapitän Hellmuth Strobel (29.03.1942-24.05.1942)
- Kapitän zur See Martin Baltzer (25.05.1942-12.12.1942)
- Kapitän zur See Hans Karl Meyer (13.12.1942-17.02.1943)
- Kapitän zur See Hellmuth Strobel (01.04.1944- styczeń 1945)
- Korvettenkapitän Fritz-Henning Brandes (styczeń 1945-05.04.1945)